# Los Mirasoles
Los Mirasoles är en ort i Mexiko.   Den ligger i kommunen Apulco och delstaten Zacatecas, i den centrala delen av landet, 400 km nordväst om huvudstaden Mexico City. Los Mirasoles ligger 1 954 meter över havet och antalet invånare är 121.
Terrängen runt Los Mirasoles är platt söderut, men norrut är den kuperad. Runt Los Mirasoles är det ganska glesbefolkat, med 32 invånare per kvadratkilometer. Närmaste större samhälle är Teocaltiche, 12,9 km sydost om Los Mirasoles. I omgivningarna runt Los Mirasoles växer huvudsakligen savannskog.